# Morgan Steinmeyer Håkansson

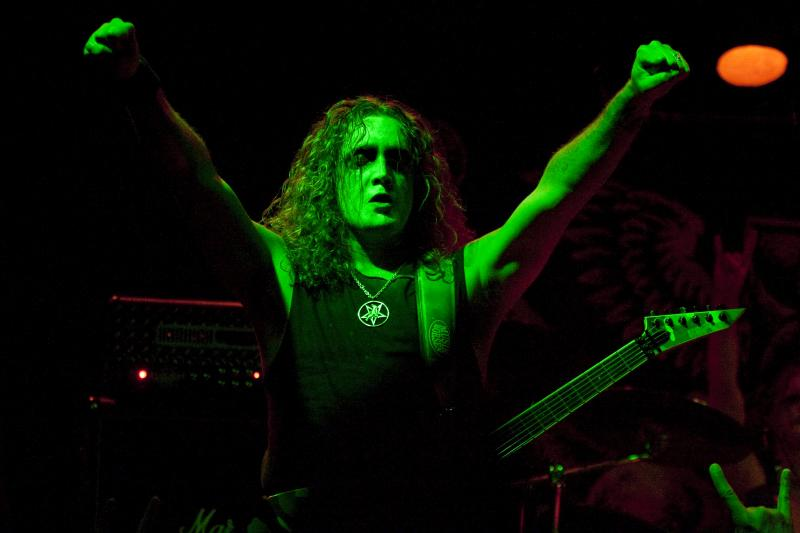
Morgan Håkansson bei einem Konzert seiner Band Marduk.

Morgan Steinmeyer Håkansson, auch bekannt unter dem Pseudonym Evil, ist ein schwedischer Musiker, der insbesondere als Gitarrist der Black-Metal-Band Marduk bekannt ist. Er zählt zu den wegweisenden Personen der frühen skandinavischen Black-Metal-Szene.

## Biographie
Håkansson ist schwedisch-deutscher Abstammung, sein deutscher Großvater kämpfte im Zweiten Weltkrieg und verscholl im Mai 1945. Mit dem Doppelnamen Steinmeyer Håkansson unterstreicht Morgan Steinmeyer Håkansson seine Herkunft. 1990 gründete Håkansson im Alter von 17 Jahren die Band Marduk, die die aggressivste, brutalste und blasphemischste Band überhaupt sein sollte. Wegen Marduk brach er in den 1990er-Jahren sein Studium ab. 1991 wurde er Mitglied des Black-Metal-/Death-Industrial-Projekts Abruptum; nach dem Ausstieg des Gründers Tony „IT“ Särkkä führte er das Projekt fort, der Stil näherte sich jedoch dem Dark Ambient und Noise an. 1996 steuerte er der EP The Ultimate Sacrifice und dem Album Wings of Antichrist der Band Triumphator den Text zu Heralds of Pestilence bei.
2000 gründete er die Plattenfirma Blooddawn Productions und die Horror-Punk-Band Devils Whorehouse; diese entstand als Misfits-Cover-Band schrieb jedoch auch eigene Stücke und entfernte sich zunehmend von ihren Misfits- und Samhain-Einflüssen, weshalb sie in Death Wolf umbenannt wurde. Håkansson schrieb außerdem den Text zu Malach ha-Maveth für das Album Death Holy Death der Band Nefandus, deren Sänger und Schlagzeuger Belfagor wiederum den zu Phosphorus Redeemer für Marduks Wormwood-Album schrieb.

## Ideologie

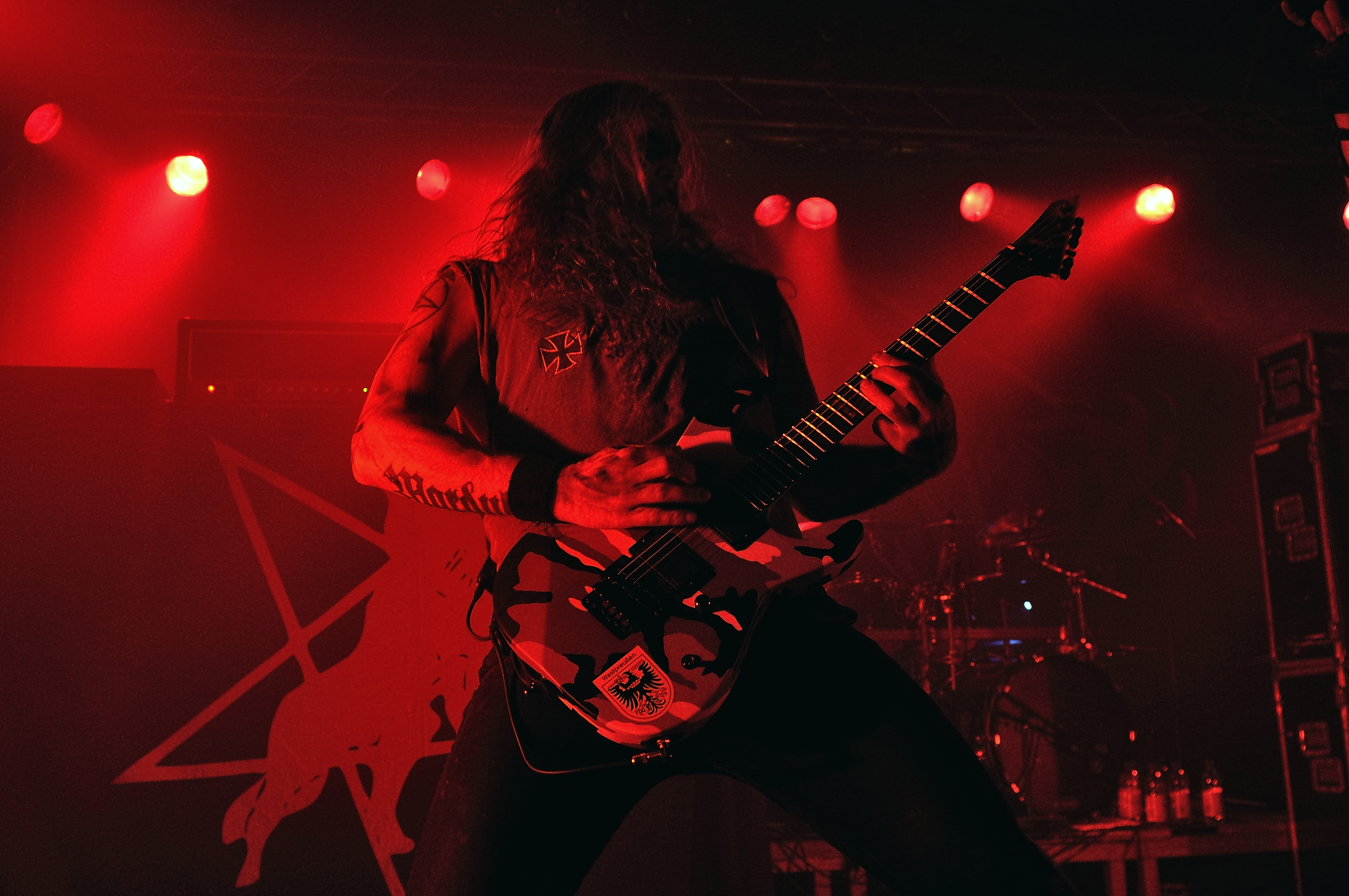
Morgan Steinmeyer Håkansson mit Eisernem Kreuz, 2015

Håkansson bekennt sich zum Satanismus und transportiert entsprechende Inhalte über die Texte von Marduk. Beim Verfassen der Texte wird er oft von der Bibel inspiriert zudem von historischen Themen wie Vlad II. Dracul und dem Zweiten Weltkrieg sowie anderen Themen, die „absolut intensiv, verrückt, seltsam und absonderlich“ sind.

## Diskographie
mit Marduk
- siehe Marduk (Band)#Diskografie

mit Abruptum
- 1993: Obscuritatem advoco amplectère me
- 1994: In umbra malitiae ambulabo, in aeternum in triumpho tenebraum
- 1995: De profundis mors vas cousumet auf Nordic Metal – A Tribute to Euronymous
- 1996: Vi sonus veris nigrae malitiaes
- 2000: De profundis mors vas cousumet (EP)
- 2004: Casus Luciferi

mit Devils Whorehouse/Death Wolf
- 2000: The Howling
- 2003: Revelation Unorthodox
- 2000: Werewolf (EP)
- 2009: Blood & Ashes
- 2011: Death Wolf
- 2012: Bloodscent (Single)
- 2013: II: Black Armoured Death

mit Triumphator
- 1998: The Ultimate Sacrifice (EP; Text zu Heralds of Pestilence)
- 1998: Wings of Antichrist (Text zu Heralds of Pestilence)

mit Nefandus
- 2009: Death Holy Death (Text zu Malach ha-Maveth)